# Ernest J. Bellocq

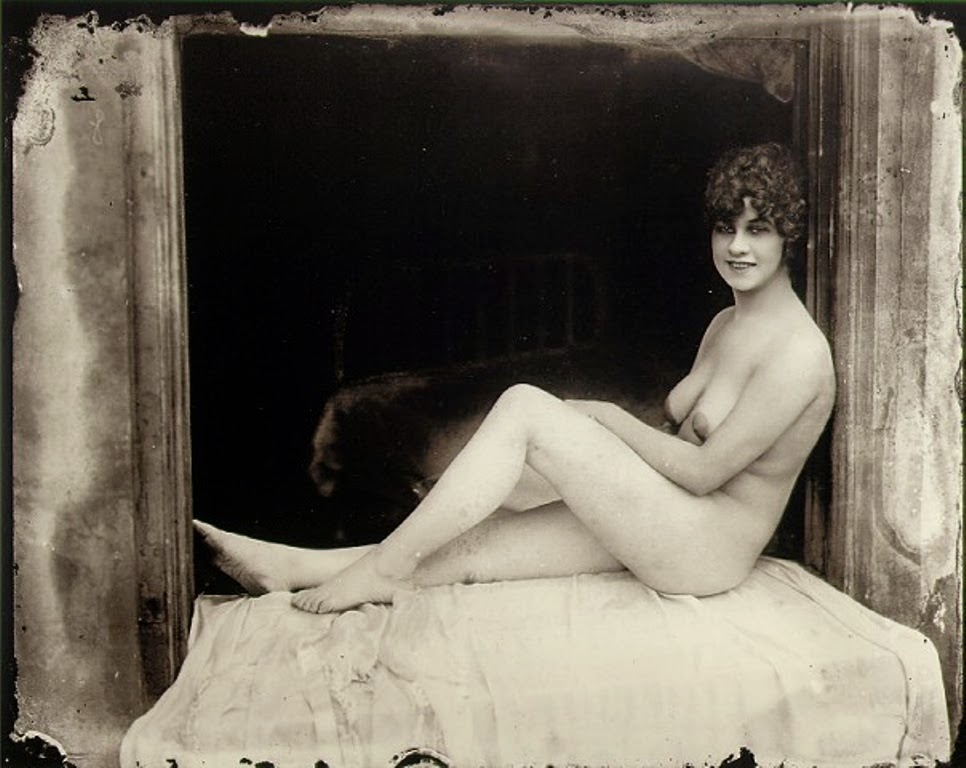
John Ernest Joseph Bellocq: Storyville prostitute, asi 1912

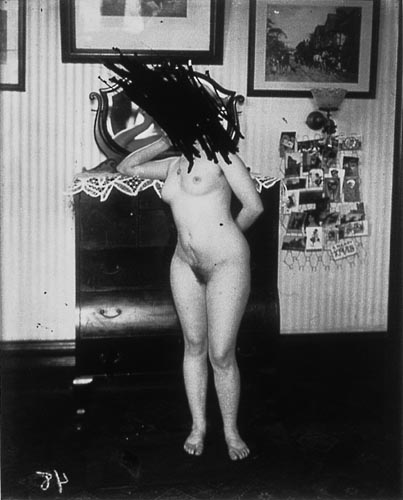
Jedna z úmyslně poškozených fotografií ze Storyville

John Ernest Joseph Bellocq (1873 New Orleans, Louisiana, USA – 3. října 1949 tamtéž) byl americký profesionální fotograf působící na počátku 20. století v New Orleans. Věnoval se portrétní fotografii a fotografii aktu. Bellocq je známý svými fotografiemi prostitutek ze Storyville v takzvaném Red-light district v New Orleans. Jeho série se stala inspirací pro řadu románů, básní a filmů.

## Život
Bellocq se narodil do bohaté francouzské rodiny ve francouzské čtvrti New Orleans. Stal se známý místně nejdříve jako amatérský fotograf, později se uchytil jako profesionál, živil se hlavně pořizováním fotografických záznamů památek, lodí a strojů pro místní společnosti. Nicméně také pořizoval fotografie ze skryté strany místního života, zejména opiová doupata v čínské čtvrti a prostitutky ze Storyville.
Ve druhé části svého života žil sám a získal si pověst svou výstředností a nepřátelstvím.
Bellocq zemřel v roce 1949, a byl pohřben v na hřbitově v Saint Louis v New Orleans.
Po jeho smrti byla zničena většina z jeho negativů a tisků. Nicméně později však byly objeveny negativy ze Storyville. Po mnoha letech je zakoupil mladý fotograf Lee Friedlander. V roce 1970 byla Friedlanderem uspořádána posmrtná výstava tisků na zlatem tónovaném papíru z Bellocqových skleněných desek 8" x 10", výstavu pomáhal uspořádat kurátor John Szarkowski v Muzeu moderního umění v Manhattanu. Výběr fotografií byl také zveřejněna souběžně v knize Storyville Portraits. Tyto fotografie byly okamžitě uznávané pro svou jedinečnou břitkost a krásu. Rozsáhlejší sbírka Friedlanderových printů nazvaná Bellocq: Photographs from Storyville byla vydána s úvodem Susan Sontagové v roce 1996.
V nedávné době se opět objevil na světlo světa značný počet tisků z Bellocqova studia. Jsou to typické profesionální fotografie té doby - jako portréty, kopie uměleckých děl Louisianského národního muzea a místní pohlednice, ale dochovalo se pouze velmi málo portrétů ze Storyville tištěných vlastní rukou Ernesta Bellocqa. Některé fotografie posmrtně z negativů nazvětšoval fotograf Dan Leyrer.
Na památku tohoto umělce je pojmenována galerie fotografie E. J. Bellocq Gallery of Photography Louisianské technické univerzity.

## Storyville Photographs
Všechny fotografie jsou portréty žen. Některé jsou nahé, některé oblečené, jiné se aranžují do různých póz nebo hrají tajemný příběh. Mnoho negativů bylo těžce poškozeno, zčásti záměrně, což však vzbuzuje spekulace. Mnoho tváří bylo vyškrábáno, ale zda to dělal Bellocq, nebo jezuitský kněz, který zdědil po smrti jeho dílo, nebo někdo jiný - není známo. Bellocq je však nejpravděpodobnější kandidát, protože poškození byla prováděna ještě když byla emulze ještě mokrá. Na několika fotografiích ženy nosily masky.
Od té doby se objevily některé zvětšeniny, které udělal Bellocq. Jedná se však o mnohem konvenčnější kompoziční provedení, než provedl z plného negativu Friedlander.

## Galerie

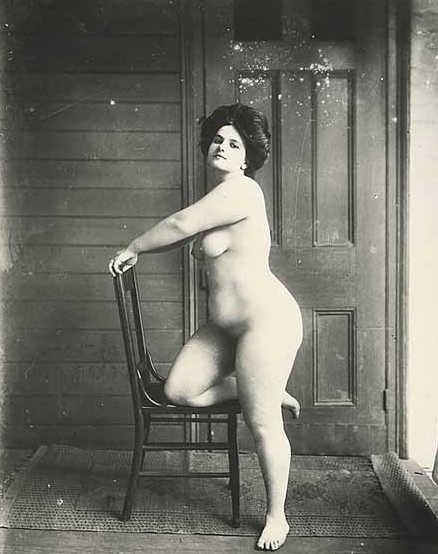
Storyville prostitute, stojící nahá žena opírající se kolenem o židli, 1912
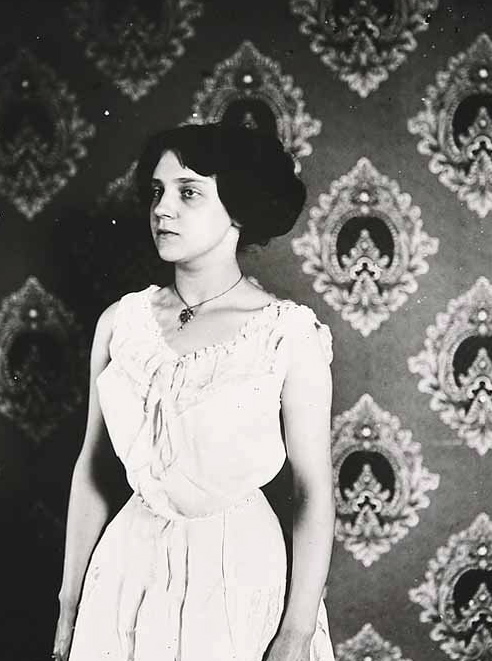
Storyville prostitute, stojící žena v interiéru, 1912
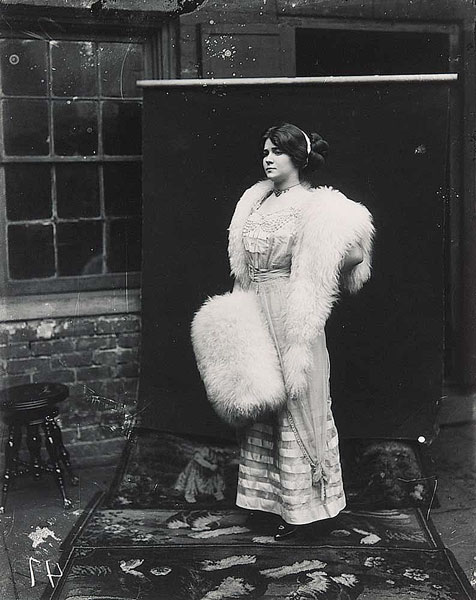
Storyville Girl Posing Out of Doors, asi 1912
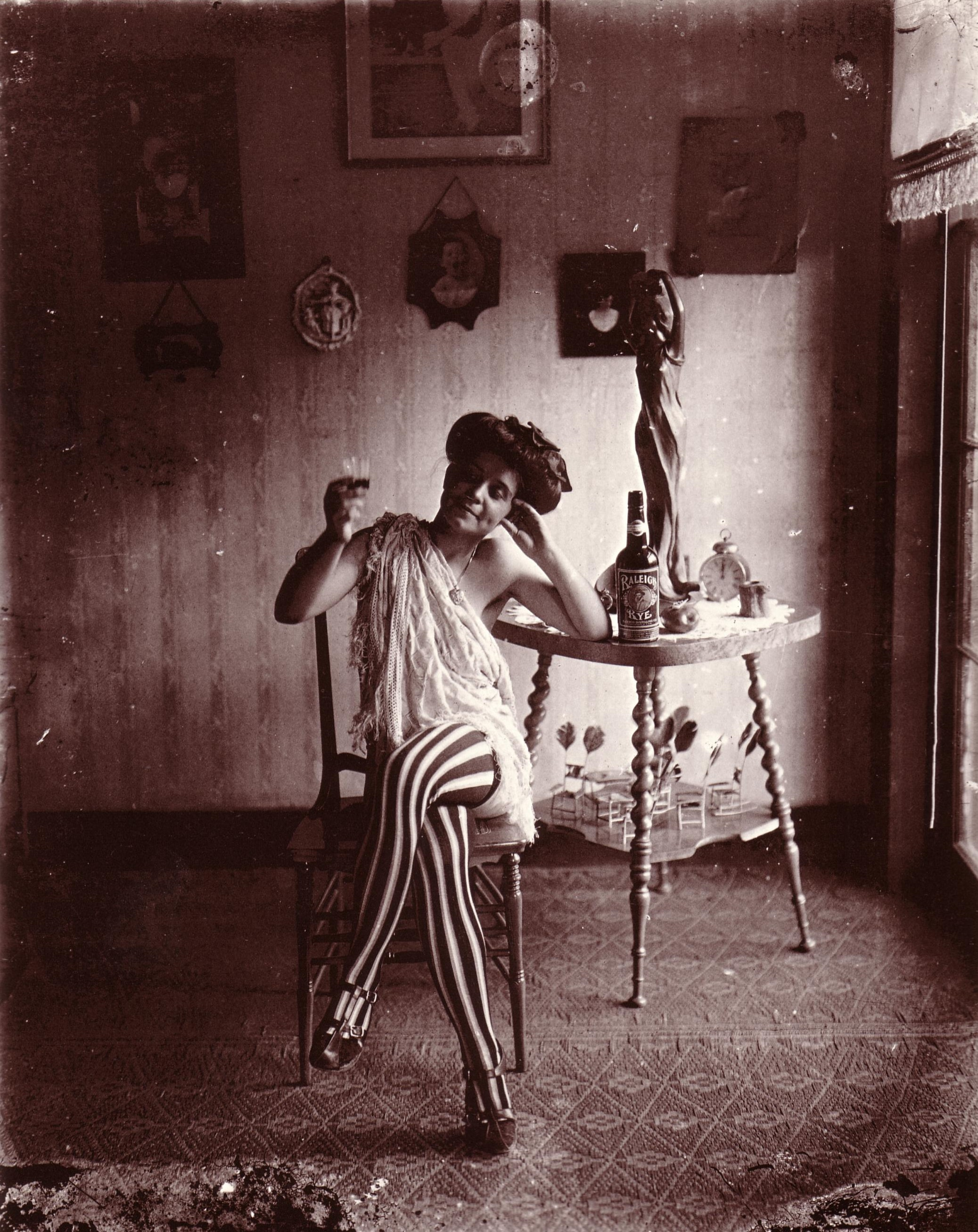
Storyville prostitute, 1912